# NB-8 Kornat
NB-8 Kornat (Naoružani brod-8 — Вооружённый корабль-8 «Корнат») — патрульный корабль партизанских военно-морских сил Югославии. Ранее использовался как рыболовное судно. В партизанском флоте появился, предположительно, после капитуляции Италии в сентябре 1943 года.
«Корнат» неоднократно подвергался нападениям и обстрелам: 12 декабря 1943 его обстреляли из миномёта с хорватского побережья (один моряк убит, один ранен). 29 февраля 1944 его по ошибке обстреляли британские канонерские лодки. А в ночь с 21 на 22 апреля 1944 у острова Млет он столкнулся с дружественным кораблём NB-7, и последний получил серьёзные повреждения, а чуть позже попал под авианалёт люфтваффе. Корабль NB-7 пришлось взорвать.
Самая серьёзная схватка с участием корабля NB-8 произошла ночью с 1 на 2 июня 1944, когда он вступил в бой с немецкими катерами S-153, S-155, S-156 и S-157. Они попытались захватить судно сходу. В результате морского боя S-156, открывший огонь по югославскому судну, получил два серьёзных попадания, а S-155 получил столько попаданий, что только чудом не пошёл ко дну. S-153 и S-157 не были повреждены, хотя партизаны в отчёте утверждали, что все четыре корабля получили хотя бы по одному попаданию. В ходе боя были ранены 9 партизан и 11 немецких моряков. Один из моряков, открывший огонь по NB-8, попал в плен.
28 июля 1944 «Корнат» сел на мель. Партизаны решили сжечь корабль, чтобы тот не попал в руки противника.